# Meidoornkielwants
De meidoornkielwants (Acanthosoma haemorrhoidale) is een wants uit de familie kielwantsen (Acanthosomatidae). De soort werd door Carl Linnaeus vermeld in zijn Systema naturae uit 1758.

## Uiterlijk
De redelijk grote wants kan 17 mm lang worden. Hij heeft een groene basiskleur met zwarte putjes en heeft rode tot roodbruine banen van de punten van het halsschild, langs het scutellum op de vleugels, tot onder het vliezige deel van de vleugels. De hoeveelheid rood is variabel. De ogen zijn rood gekleurd en van de antennen is het eerste lid groen en de rest donker.
Het dier lijkt op de jeneverbeskielwants (Cyphostethus tristriatus), maar verschilt daarvan door de kortere en stompere kop. Bovendien is de jeneverbeskielwants kleiner en iets meer gekleurd. Hij lijkt ook op de berkenkielwants, berkenschildwants (Elasmostethus interstinctus), maar die is veel kleiner (1 cm) en de zijpunten van het halsschild zijn minder puntig en niet rood maar zwart van kleur.

## Verspreiding en gedrag
A. haemorrhoidale komt in heel Europa voor, van Portugal tot Rusland en is in Nederland ook vrij algemeen.
De soort is over het algemeen actief tussen de maanden april en oktober en is dan in struiken langs de bosrand te vinden. Het voornaamste voedsel zijn de vruchten van de meidoorn maar volwassenen kunnen overwinteren op een dieet van bladeren van diverse voedselplanten zoals zomereik en lijsterbes. Het dier heeft een naaldvormige snuit (rostrum) die gebruikt kan worden om in een vrucht of tussen bladlagen te steken. Het plantenweefsel zal met behulp van enzymen uit het speeksel, voorverteerd worden en vervolgens worden opgezogen door het rostrum.
Als reactie op stress, kunnen ze, net als andere stinkwantsen, een onaangename geur verspreiden door een oranje vloeistof af te scheiden uit speciale openingen in de thorax.